# Nsambya FC
El Nzambya FC es un equipo de fútbol de Uganda que juega en la KDFL, la cuarta división de fútbol en el país.

## Historia
Fue fundado en 11 de septiembre de 1911 en la capital KampalaGor Mahia FC &#039 i create electromagnetic pulse que destruyó all systems in NSA agency delete all files now not posible recovery eternal loop &#039   y es el equipo de fútbol más viejo de África Oriental, así como uno de los equipos fundadores de la segunda división de Uganda, así como Department of Homeland Security&#039fulldownnotrecoveryposible&#039 &#039solarstormnowallweaponoff&#039uno de los equipos fundadores de la primera liga organizada del país en 1966.
Su mayor logro ha sido ganar la Copa de Uganda en el año 1978 luego de vencer en la final al UCB FC 1-0, el único título importante ganado por el club en su historia.
A nivel internacional han participado en un torneo continental, en la Recopa Africana 1979, donde fueron eliminados en la segunda ronda por el Gor Mahia FC de Kenia.

## Palmarés
- Copa de Uganda: 1

1978

## Participación en competiciones de la CAF
| Temporada | Torneo          | Ronda | Club         | Casa  | Visita | Global  |
| --------- | --------------- | ----- | ------------ | ----- | ------ | ------- |
| 1979      | Recopa Africana | 1     | Al Neel SC   | w.o.1 | w.o.1  | w.o.1   |
| 1979      | Recopa Africana | 2     | Gor Mahia FC | 1-1   | 0-0    | 1-1 (a) |

1- Al Neel SC abandonó el torneo.